# Halowe Mistrzostwa Europy w Lekkoatletyce 1986 – bieg na 60 m przez płotki mężczyzn
Bieg na 60 metrów przez płotki mężczyzn – jedna z konkurencji biegowych rozgrywanych podczas halowych lekkoatletycznych mistrzostw Europy w hali Palacio de Deportes w Madrycie. Eliminacje i bieg finałowy zostały rozegrane 23 lutego 1986. Zwyciężył reprezentant Hiszpanii Javier Moracho Tytułu zdobytego na poprzednich mistrzostwach nie bronił György Bakos z Węgier.

## Rezultaty

### Eliminacje
Rozegrano 2 biegi eliminacyjne, do których przystąpiło 12 biegaczy. Awans do finału dawało zajęcie jednego z pierwszych dwóch miejsc w swoim biegu (Q). Skład finału uzupełniło dwóch zawodników z najlepszym czasem wśród przegranych (q).
Opracowano na podstawie materiału źródłowego.
Bieg 1
| Miejsce | Zawodnik           | Czas | Uwagi |
| ------- | ------------------ | ---- | ----- |
| 1       | Daniele Fontecchio | 7,71 | Q     |
| 2       | Javier Moracho     | 7,74 | Q     |
| 3       | Płamen Krystew     | 7,82 |       |
| 4       | Philippe Aubert    | 7,86 |       |
| 5       | Krzysztof Płatek   | 7,87 |       |
| –       | Fausto Frigerio    | DNF  |       |

Bieg 2
| Miejsce | Zawodnik         | Czas | Uwagi |
| ------- | ---------------- | ---- | ----- |
| 1       | Liviu Giurgian   | 7,70 | Q     |
| 2       | Holger Pohland   | 7,70 | Q     |
| 3       | Carlos Sala      | 7,73 | q     |
| 4       | Romuald Giegiel  | 7,75 | q     |
| 5       | Luigi Bertocchi  | 7,87 |       |
| 6       | Steve Buckeridge | 7,89 |       |

### Finał
Opracowano na podstawie materiału źródłowego.
| Miejsce | Zawodnik           | Czas |
| ------- | ------------------ | ---- |
| 1       | Javier Moracho     | 7,67 |
| 2       | Daniele Fontecchio | 7,70 |
| 3       | Holger Pohland     | 7,71 |
| 4       | Carlos Sala        | 7,74 |
| 5       | Liviu Giurgian     | 7,74 |
| 6       | Romuald Giegiel    | 7,75 |